# Kurt Wolf (Künstler)
Kurt Wolf (* 2. Juli 1940 in St. Gallen, heimatberechtigt in Winterthur) ist ein Schweizer bildender Künstler. Sein Werk umfasst Malerei, Zeichnungen, Radierungen, Grafiken und Plastiken.

## Leben und Werk
Kurt Wolf absolvierte eine Ausbildung zum Textilentwerfer und Grafiker. Seit 1965 arbeitet er als freischaffender Künstler und war ab 1980 Präsident der Sektion Ostschweiz der GSMBA.
Wolf stellt seine Werke in verschiedenen Gruppen- und Einzelausstellungen aus. Ein Teil seiner Werke befindet sich im Besitz der Stadt St. Gallen und des Kantons St. Gallen. 1976 erhielt Wolf den Anerkennungspreis der Stadt St. Gallen.